# Aukščiausioji lyga 1973
L'edizione 1973 dell'Aukščiausioji lyga fu la ventinovesima come campionato della Repubblica Socialista Sovietica Lituana; la vittoria andò al Nevėžis, giunto al suo 3º titolo.

## Formula
Dopo dieci anni (l'ultima volta capitò nell'edizione 1962-'63) il campionato fu nuovamente disputato su due gironi ed in due fasi; i club partecipanti passarono da 15 a 26 (con ben 11 promozioni), nella prima fase divisi i due gironi (Zalgiris e Nemunas) formati da 14 e 12 squadre. In ciascuno di essi furono disputate gare di andata e ritorno, per un totale rispettivamente di 26 e 22 partite per squadra.
Nella seconda fase le squadre classificate ai primi tre posti dei rispettivi gironi disputavano un torneo a sei, con punteggi azzerati rispetto alla prima fase e gare di andata e ritorno; fu per altro necessario disputare una gara di spareggio per l'assegnazione del titolo, vista la parità tra Nevėžis e Granitas. Tutte le altre si affrontarono in gare di andata e ritorno per le posizioni dalla settima in giù. Ad esempio le due quarte si affrontarono per stabilire la settima posizione assoluta, le due quinte si affrontarono per decidere la nona posizione e così via. Le ultime due del girone Zalgiris furono classificate alla venticinquesima e ventiseiesima posizione.
Le squadre classificate agli ultimi quattro posti furono retrocesse.

## Prima fase

### Girone Nemunas

#### Classifica finale
| Pos. | Squadra                      | Pt | G  | V  | N | P  | GF | GS | DR  |
| ---- | ---------------------------- | -- | -- | -- | - | -- | -- | -- | --- |
| 1.   | Nevėžis                      | 37 | 22 | 17 | 3 | 2  | 66 | 25 | +41 |
| 2.   | Dainava Alytus               | 34 | 22 | 14 | 6 | 2  | 48 | 19 | +29 |
| 3.   | Sūduva                       | 33 | 22 | 14 | 5 | 3  | 39 | 17 | +22 |
| 4.   | Vienybė Ukmergė              | 27 | 22 | 9  | 9 | 4  | 39 | 18 | +21 |
| 5.   | Atmosfera Mažeikiai          | 22 | 22 | 8  | 6 | 8  | 25 | 24 | +1  |
| 6.   | Chemikas Kėdainiai           | 21 | 22 | 8  | 5 | 9  | 31 | 29 | +2  |
| 7.   | Tauras                       | 19 | 22 | 7  | 5 | 10 | 29 | 38 | -9  |
| 8.   | Cementininkas Naujoji Akmenė | 17 | 22 | 6  | 5 | 11 | 23 | 43 | -20 |
| 9.   | Minija Kretinga              | 16 | 22 | 5  | 6 | 11 | 27 | 37 | -10 |
| 10.  | Kooperatininkas Plungė       | 15 | 22 | 5  | 5 | 12 | 29 | 45 | -16 |
| 11.  | Sveikata                     | 13 | 22 | 5  | 3 | 14 | 28 | 58 | -30 |
| 12.  | Mastis Telšiai               | 10 | 22 | 4  | 2 | 16 | 29 | 60 | -31 |

#### Verdetti
- Qualificate al Girone per il titolo: Nevėžis Kėdainiai, Dainava Alytus e Sūduva

### Girone Žalgiris

#### Classifica finale
| Pos. | Squadra                   | Pt | G  | V  | N  | P  | GF | GS | DR  |
| ---- | ------------------------- | -- | -- | -- | -- | -- | -- | -- | --- |
| 1.   | Pažanga Vilnius           | 39 | 22 | 17 | 5  | 4  | 45 | 18 | +27 |
| 2.   | Granitas Klaipėda         | 35 | 22 | 16 | 3  | 7  | 47 | 17 | +30 |
| 3.   | Atletas Kaunas            | 33 | 26 | 14 | 5  | 7  | 36 | 17 | +19 |
| 4.   | Ekranas                   | 31 | 26 | 14 | 3  | 9  | 36 | 28 | +8  |
| 5.   | Elektronika Vilnius       | 28 | 26 | 10 | 8  | 8  | 24 | 26 | -2  |
| 6.   | Banga Kaunas              | 27 | 26 | 8  | 11 | 7  | 30 | 24 | +6  |
| 7.   | Tauras Šiauliai           | 27 | 26 | 10 | 7  | 9  | 33 | 28 | +5  |
| 8.   | Statyba Panevėžys         | 27 | 26 | 10 | 7  | 9  | 28 | 34 | -6  |
| 9.   | Statybininkas Šiauliai    | 23 | 26 | 8  | 7  | 11 | 19 | 21 | -2  |
| 10.  | Politechnika Kaunas       | 23 | 26 | 9  | 5  | 12 | 21 | 34 | -13 |
| 11.  | Inkaras Kaunas            | 22 | 26 | 6  | 10 | 10 | 23 | 31 | -8  |
| 12.  | Žalgiris Naujoji Vilnia   | 21 | 26 | 7  | 7  | 12 | 24 | 36 | -12 |
| 13.  | KKI Kaunas                | 17 | 26 | 6  | 5  | 15 | 21 | 36 | -15 |
| 14.  | Automobilininkas Klaipėda | 11 | 26 | 1  | 9  | 16 | 19 | 56 | -37 |

#### Verdetti
- Qualificate al Girone per il titolo: Pažanga Vilnius, Granitas Klaipėda e Atletas Kaunas

## Seconda fase

### Girone per il titolo
|  | Pos. | Squadra           | Pt | G  | V | N | P | GF | GS | DR |
|  | ---- | ----------------- | -- | -- | - | - | - | -- | -- | -- |
|  | 1.   | Nevėžis           | 12 | 10 | 5 | 2 | 3 | 16 | 10 | +6 |
|  | 2.   | Granitas Klaipėda | 12 | 10 | 5 | 2 | 3 | 11 | 7  | +4 |
|  | 3.   | Dainava Alytus    | 11 | 10 | 3 | 5 | 2 | 9  | 7  | +2 |
|  | 4.   | Atletas Kaunas    | 11 | 10 | 5 | 1 | 4 | 9  | 9  | +0 |
|  | 5.   | Pažanga Vilnius   | 10 | 10 | 4 | 2 | 4 | 5  | 9  | -4 |
|  | 6.   | Sūduva            | 4  | 10 | 1 | 2 | 7 | 6  | 14 | -8 |

### Spareggio per il titolo
| Squadra 1 | Risultato | Squadra 2         |
| --------- | --------- | ----------------- |
| Nevėžis   | 3 - 0     | Granitas Klaipėda |

### Spareggio 7º posto
| Squadra 1       | Totale | Squadra 2 | Andata | Ritorno |
| --------------- | ------ | --------- | ------ | ------- |
| Vienybė Ukmergė | 5 - 2  | Ekranas   | 1 - 2  | 0 - 4   |

### Spareggio 9º posto
| Squadra 1           | Totale | Squadra 2           | Andata | Ritorno |
| ------------------- | ------ | ------------------- | ------ | ------- |
| Atmosfera Mažeikiai | 6 - 3  | Elektronika Vilnius | 4 - 2  | 2 - 1   |

### Spareggio 11º posto
| Squadra 1    | Totale | Squadra 2          | Andata | Ritorno |
| ------------ | ------ | ------------------ | ------ | ------- |
| Banga Kaunas | 4 - 0  | Chemikas Kėdainiai | 3 - 0  | 1 - 0   |

### Spareggio 13º posto
| Squadra 1       | Totale | Squadra 2 | Andata | Ritorno |
| --------------- | ------ | --------- | ------ | ------- |
| Tauras Šiauliai | 3 - 1  | Tauras    | 1 - 1  | 2 - 0   |

### Spareggio 15º posto
| Squadra 1         | Totale | Squadra 2               | Andata | Ritorno |
| ----------------- | ------ | ----------------------- | ------ | ------- |
| Statyba Panevėžys | 4 - 3  | Cementas Naujoji Akmenė | 1 - 2  | 3 - 1   |

### Spareggio 17º posto
| Squadra 1              | Totale | Squadra 2       | Andata | Ritorno |
| ---------------------- | ------ | --------------- | ------ | ------- |
| Statybininkas Šiauliai | 3 - 1  | Minija Kretinga | 2 - 1  | 1 - 0   |

### Spareggio 19º posto
| Squadra 1           | Totale | Squadra 2              | Andata | Ritorno |
| ------------------- | ------ | ---------------------- | ------ | ------- |
| Politechnika Kaunas | 3 - 1  | Kooperatininkas Plungė | 0 - 0  | 3 - 1   |

### Spareggio 21º posto
| Squadra 1         | Totale | Squadra 2      | Andata | Ritorno |
| ----------------- | ------ | -------------- | ------ | ------- |
| Sveikata Kybartai | 2 - 1  | Inkaras Kaunas | 1 - 0  | 1 - 1   |

### Spareggio 23º posto
| Squadra 1               | Totale | Squadra 2      | Andata | Ritorno |
| ----------------------- | ------ | -------------- | ------ | ------- |
| Žalgiris Naujoji Vilnia | 8 - 3  | Mastis Telšiai | 3 - 1  | 5 - 2   |

- 25º posto: KKI Kaunas
- 26º posto: Automobilininkas Klaipėda